# 966 Muschi
966 Muschi eller 1921 KU är en asteroid i huvudbältet, som upptäcktes den 9 november 1921 av den tysk-amerikanske astronomen Walter Baade i Bergedorf. Den är uppkallad efter upptäckarens frus smeknamn.
Asteroiden har en diameter på ungefär 25 kilometer och den tillhör asteroidgruppen Eunomia.